# اسلام در جمهوری چک

اسلام در جمهوری چک بر اساس سرشماری سال۲۰۱۶، حدود۲۰,۰۰۰هزارنفر مسلمان در جمهوری چک وجود دارد.که ۰.۲٪ از جمعیت این کشور را تشکیل می دهد.در این کشور چهار مسجد وجود دارد.
| ۹۰–٪۱۰۰ | جمهوری آذربایجان کوزوو ترکیه |
| ۷۰–٪۹۰  | قزاقستان |
| ۵۰–٪۷۰  | آلبانی بوسنی و هرزگوین |
| ۳۰–٪۵۰  | مقدونیه شمالی |
| ۱۰–٪۲۰  | بلغارستان فرانسه گرجستان مونته‌نگرو روسیه                                                                                            |
| ۵–٪۱۰   | اتریش سوئد بلژیک آلمان یونان لیختن‌اشتاین هلند سوئیس بریتانیا نروژ دانمارک                                                           |
| ۴–٪۵    | ایتالیا صربستان |
| ۲–٪۴    | لوکزامبورگ مالت اسلوونی اسپانیا |
| ۱–٪۲    | کرواسی ایرلند اوکراین |
| < ٪۱    | آندورا ارمنستان بلاروس جمهوری چک استونی فنلاند مجارستان ایسلند لتونی لیتوانی مولداوی موناکو لهستان پرتغال رومانی سان مارینو اسلواکی |